# 임재훈 (정치인)
임재훈(林哉勳, 1966년 1월 1일~)은 대한민국 정치인이다. 제20대 국회의원을 지냈다. 오세정 의원이 서울대학교 총장직에 도전하기 위해 비례대표를 사퇴하면서 의원직을 승계받았다.

## 학력
- 강경중학교 졸업
- 신성고등학교 졸업
- 숭실대학교 사회과학대학 행정학 학사
- 연세대학교 사회과학대학원 정치학 석사

## 경력
- 1995. 8.~1995. 9. 새정치국민회의 창당발기인
- 1995. 10. 새정치국민회의 공채 1기 당직자
- 1995. 10.~2004. 1. 새정치국민회의→새천년민주당 홍보, 조직, 직능부장
- 2002. 12.~2003. 2. 노무현 대통령직인수위원회 행정관
- 2004. 1.~2004. 5. 국회정책연구위원
- 2006. 1.~2008. 9. 민주당→통합민주당→민주당 지방자치국장, 조직국장, 총무국장, 홍보국장
- 2008. 2.~2008. 3. 제18대 국회의원 선거 경기 안양시 동안구 갑 통합민주당 국회의원 예비후보
- 2008. 9.~2010. 1. 민주당 부대변인
- 2011. 10. 2011년 하반기 재보궐선거 무소속 박원순 서울특별시장 후보 선거대책위원회 정책특보
- 2012. 2.~2012. 3. 제19대 국회의원 선거 서울 영등포구 갑 민주통합당 국회의원 예비후보
- 2012. 8.~2013. 11. 민주정책연구원 부원장
- 2013. 5.~2014. 7. 민주당→새정치민주연합 조직사무부총장
- 2014. 3.~2014. 5. 제6회 전국동시지방선거 새정치민주연합 공천관리위원
- 2014. 6.~2014. 7. 2014년 상반기 재보궐선거 새정치민주연합 공천관리위원
- 2015. 3.~2015. 7. 새정치민주연합 사무부총장
- 2015. 8.~2016. 1. 새정치민주연합→더불어민주당 조직본부 상근부본부장
- 2016. 2.~2016. 3. 제20대 국회의원 선거 국민의당 공천관리위원 및 간사
- 2016. 2.~2016. 5. 국민의당 조직사무부총장
- 2017. 9.~2018. 2. 국민의당 안철수 당대표 특보단장
- 2018. 7.~2019. 5. 바른미래당 김관영 원내대표 비서실장
- 2020년 10월 2일: 대한민국 제20대 국회의원 선거 승계(비례대표, 바른미래당, 초선)
- 2018. 10.~2020. 5. 제20대 국회의원(비례대표, 바른미래당→무소속→미래통합당→민생당, 초선)
  - 2018. 10. 제20대 국회 후반기 교육위원회 간사
  - 2018. 10.~2020. 5. 제20대 국회 후반기 교육위원회 청원심사소위원회 위원장
  - 2018. 10.~2019. 6. 제20대 국회 후반기 윤리특별위원회 위원
  - 2019. 4.~2019. 6. 제20대 국회 사법개혁 특별위원회 위원
- 2019. 5.~2020. 2. 바른미래당 경기도당 안양시 동안구 을 지역위원회 위원장
- 2019. 5.~2020. 2. 바른미래당 사무총장
- 2019. 7.~ 유네스코한국위원회 교육분과위원
- 공공정책전략연구소 선임고문
- 2020. 2.~2020. 3. 제21대 국회의원 선거 경기 안양시 동안구 갑 미래통합당 국회의원 예비후보
- 2020. 10.~2021. 3. 2021년 재보궐선거 국민의힘 경선준비위원회 위원
- 2020. 11.~ 국민대학교 전임연구교수
- 2021. 3.~2021. 4. 국민의힘 2021년 재보궐선거 중앙선거대책위원회 종합상황실 공동실장
- 2021. 7. 국민의힘 인재영입위원회 위원
- 2021. 8.~ 국민의힘 경기도당 안양시 동안구 갑 당원협의회 위원장
- 2021. 12.~2022. 1. 국민의힘 새시대준비위원회 비서실장
- 2021. 12.~2022. 3. 제20대 대통령 선거 국민의힘 경기도 살리는 선거대책위원회 선거대책위원장단 공동선거대책위원장
- 2022. 1.~2022. 3. 제20대 대통령 선거 국민의힘 윤석열 대통령 후보 선거대책본부 대통령 후보 직속 위원회 정권교체 동행 위원회 구성원
- 2022. 3.~2022. 5. 제20대 대통령직인수위원회 국민통합위원장 비서실장
- 2022. 7.~2023. 8. 대통령직속 국민통합위원회 사회·문화 분과위원
- 국민의힘 경기도당 수석대변인
- 2023. 7. 국민의힘 국민통합위원회 지역통합분과위원회 위원
- 2024. 3.~2024. 4. 제22대 국회의원 선거 국민의힘 경기도당 선거대책위원회 선대부위원장
- 2024. 6.~ 국민의힘 경기도당 수석부위원장
- 2024. 7.~ 국민의힘 경기도당 정책개발본부 규제개혁위원장
- 2025. 5.~2025. 6.: 제21대 대통령 선거 국민의힘 김문수 대통령 후보 경기도 선거대책위원회 공동선거대책위원장

## 역대 선거 결과
|  | 26.74% |

|  | 42.66% |

## 소속 정당
| 소속 정당 | 소속 정당      | 소속 기간 | 비고           |
| --------- | -------------- | --------- | -------------- |
|           | 새정치국민회의 | 1995~2000 | 창당 정계 입문 |
|           | 새천년민주당   | 2000~2005 | 합당           |
|           | 민주당         | 2005~2007 | 당명 변경      |
|           | 중도통합민주당 | 2007      | 합당           |
|           | 민주당         | 2007~2008 | 당명 변경      |
|           | 대통합민주신당 | 2007~2008 | 합당           |
|           | 통합민주당     | 2008      | 합당           |
|           | 민주당         | 2008~2011 | 당명 변경      |
|           | 민주통합당     | 2011~2013 | 합당           |
|           | 민주당         | 2013~2014 | 당명 변경      |
|           | 새정치민주연합 | 2014~2015 | 합당           |
|           | 더불어민주당   | 2015~2016 | 당명 변경      |
|           | 무소속         | 2016      | 탈당           |
|           | 국민의당       | 2016~2018 | 창당           |
|           | 바른미래당     | 2018~2020 | 합당           |
|           | 민생당         | 2020      | 합당           |
|           | 무소속         | 2020      | 탈당           |
|           | 미래통합당     | 2020      | 입당           |
|           | 국민의힘       | 2020~현재 | 당명 변경      |

## 같이 보기
- 대한민국 제20대 국회의원 선거 국민의당 후보 목록#비례대표